# 帕萨迪纳市政厅
帕萨迪纳市政厅（Pasadena City Hall）是美国加利福尼亚州帕萨迪纳市政府的中心位置，于1927年完工，是1920年代城市美化运动的重要建筑例证。

## 历史
1923年，帕萨迪纳人批准发行350万美元的债券，用于发展市政中心。市政厅是这个中心的核心元素，由旧金山贝克韦尔和布朗建筑师事务所设计，同时拥有地中海复兴风格建筑和西班牙殖民复兴风格建筑的元素。它于1927年12月27日完工，耗资130万美元。它实测长361英尺（110），宽242英尺（74），高6层，有超过235个房间，包括通道，覆盖面积超过170,000平方英尺（16,000平方）。穹顶位于西入口上方，高 26英尺（7.9），直径54英尺（16）。
1980年7月28日，包括帕萨迪纳市政厅在内的市政中心区被列入国家史迹名录。

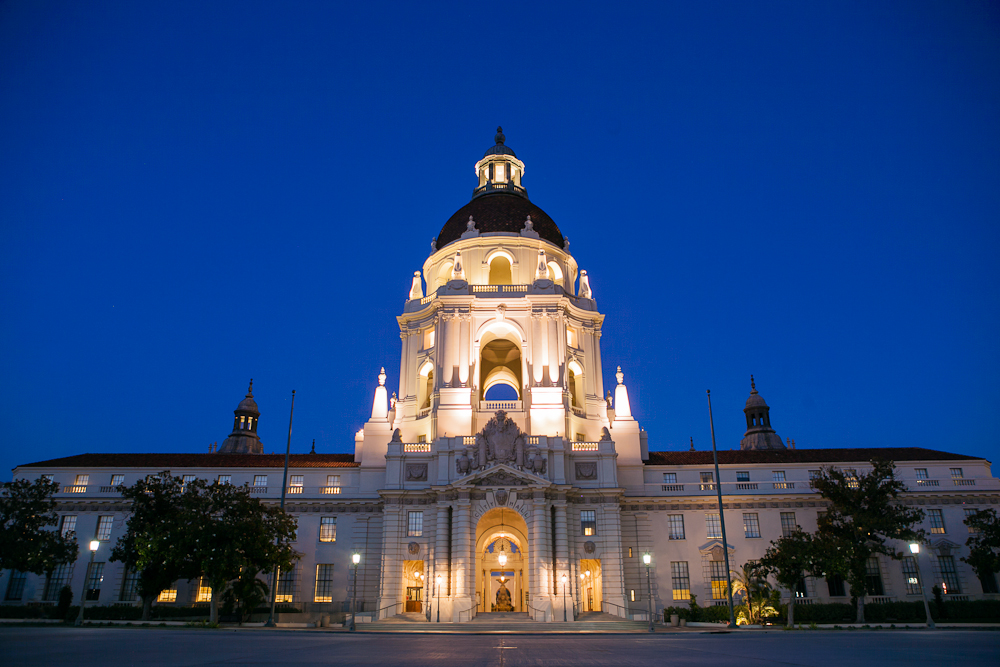

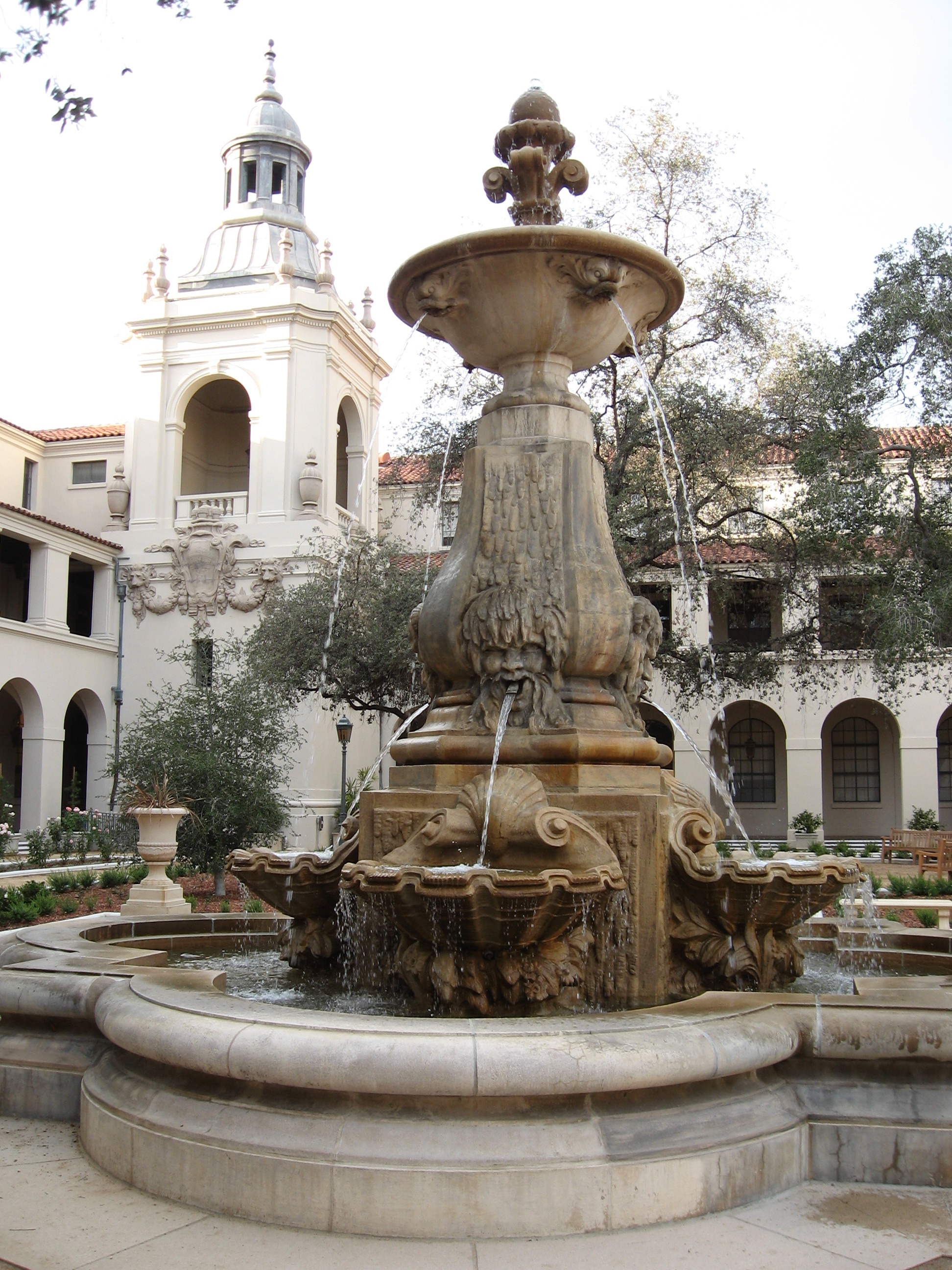

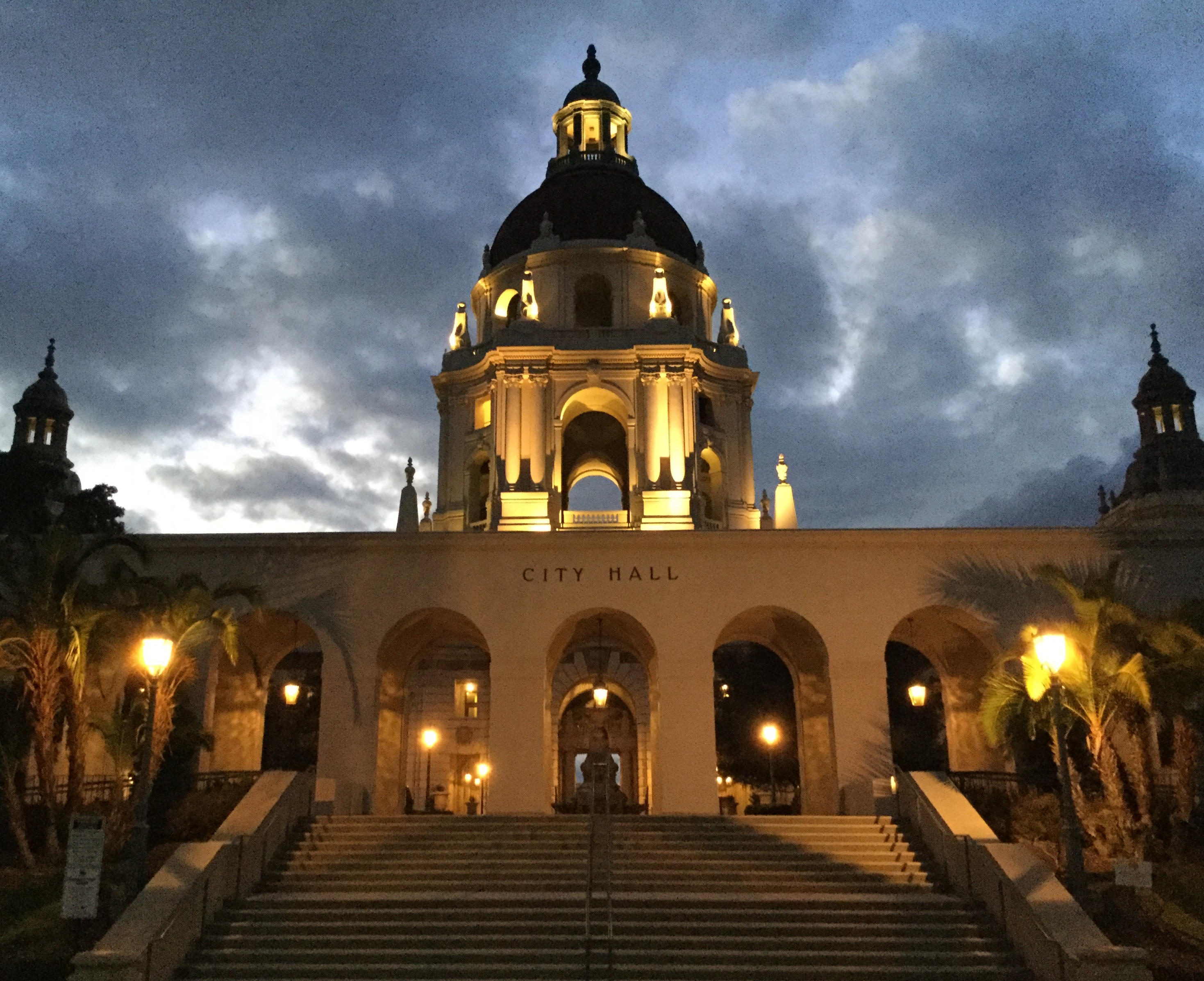